# Xénia (prénom)
Xénia (ξενία / xénía) est un prénom d’origine grecque.
Dans la Grèce antique, la xénia désigne le concept grec d’hospitalité, et, par extension, les présents offerts à un hôte. La relation d’hospitalité se fait sous la protection de Zeus (Xénios) et d’Athéna (Xénia).